# スールル
スールル（古ノルド語: Þulur、英語: thulur）は、アイスランドに古くから伝わる簡素な物語風の歌である。
固有名詞を口承で伝えるための詩であり、憶えやすいように頭韻や脚韻が用いられている。
そうした固有名詞には、神や巨人、人、物品といったさまざまな種類がある。
スノッリ・ストゥルルソンの『散文エッダ』の中にも『名の諳誦（ナヴナスールル）』と呼ばれるスールルが残されているが、スノッリの独創的な作品に後から加えられたと考えられて、いわゆる『エッダ』の版に必ず含まれるものではない。
しかし、『古エッダ』の『アルヴィースの言葉』や『リーグルの詩』はスールルが元になっていると考えられる。
また、『巫女の予言』や『グリームニルの言葉』には、スールルのように固有名詞を列挙する節がある。